# Placówka Straży Granicznej I linii „Rojca”
Placówka Straży Granicznej I linii „Rojca” – jednostka organizacyjna Straży Granicznej pełniąca służbę ochronną na granicy polsko-niemieckiej w okresie międzywojennym.

## Geneza
Na wniosek Ministerstwa Skarbu, uchwałą z 10 marca 1920 roku, powołano do życia Straż Celną. Od połowy 1921 roku jednostki Straży Celnej rozpoczęły przejmowanie odcinków granicy od pododdziałów Batalionów Celnych. Proces tworzenia Straży Celnej trwał do końca 1922 roku. Placówka Straży Celnej „Buchacz” weszła w podporządkowanie komisariatu Straży Celnej „Tarnowskie Góry” z Inspektoratu SC „Tarnowskie Góry”.

## Formowanie i zmiany organizacyjne
Objęcie granicy na Śląsku przez Straż Celną nastąpiło 16 czerwca 1922 roku. W Tarnowskich Górach utworzony został komisariat Straży Celnej. W ramach komisariatu powołano placówka Straży Celnej  „Buchacz”.
Z dniem 15 stycznia 1928 roku, w ramach Inspektoratu SC w Piaśnikach, powołany został komisariat Straży Celnej „Dąbrówka Wielka”. Przejął on z rozwiązywanego komisariatu „Łagiewniki” placówki: „Biały Szarlej” i „Maciejkowice”. Z komisariatu SC Tarnowskie Góry przejął on placówki Straży Celnej: „Buchacz” i „Szarlej”. 
Rozporządzeniem Prezydenta Rzeczypospolitej Polskiej Ignacego Mościckiego z 22 marca 1928 roku, do ochrony północnej, zachodniej i południowej granicy państwa, a w szczególności do ich ochrony celnej, powoływano z dniem 2 kwietnia 1928 roku  Straż Graniczną.
Rozkazem nr 4 z 30 kwietnia 1928 roku w sprawie organizacji Śląskiego Inspektoratu Okręgowego dowódca Straży Granicznej gen. bryg. Stefan Pasławski określił strukturę organizacyjną komisariatu SG „Kamień”. Placówka Straży Granicznej I linii „Buchacz” znalazła się w jego strukturze.
Rozkazem nr 3 z 23 czerwca 1934 roku w sprawach [...] tworzenia i zniesienia posterunków informacyjnych, komendant Straży Granicznej płk Jan Jur-Gorzechowski przeniósł siedzibę placówki „Buchacz” do Rojcy.

## Służba graniczna
W styczniu 1934 roku placówkę przeniesiono do Rojcy do budynku przy ulicy Hugona 1.
Sąsiednie placówki
- placówka Straży Granicznej I linii „Sucha Góra” ⇔ placówka Straży Granicznej I linii „Szarlej” − 1928

## Kierownicy/dowódcy placówki
| stopień          | imię i nazwisko          | okres pełnienia służby | kolejne stanowisko |
| ---------------- | ------------------------ | ---------------------- | ------------------ |
| starszy strażnik | Wilhelm Baron            | 15 I 1928 – 5 VII 1928 |                    |
| starszy strażnik | Mieczysław Stelmaszewski | 5 VII 1928 – 3 X 1929  |                    |
| przodownik       | Bolesław Januszewski     | 3 X 1929 – 3 II 1933   |                    |
| starszy strażnik | Jacek Grabara            | 3 II 1933 – 9 XI 1933  |                    |
| przodownik       | Michał Dominiczak        | 9 XI 1933 – 15 XI 1934 |                    |
| starszy strażnik | Stanisław Biskup         | 15 XI 1934 –           |                    |